# 1960 في البرتغال
فيما يلي قوائم الأحداث التي وقعت خلال عام 1960 في البرتغال.

## رياضة
- 14 أغسطس – جائزة البرتغال الكبرى 1960 الفائز جاك برابهام.

## مواليد

### مارس
- 22 مارس – ناسكيمينتو سانتوس الداير

### أبريل
- 4 أبريل – جوزيه بيزيرو
- 28 أبريل – روي أغواس لاعب كرة قدم برتغالي.

### يونيو
- 6 يونيو – روي كينتا لاعب كرة قدم برتغالي.

### أكتوبر
- 24 أكتوبر – خوسيه إدواردو بيتنكورت مصرفي برتغالي.

### ديسمبر
- 10 ديسمبر – أنطونيو كارفاليو لاعب كرة قدم برتغالي.

## وفيات

### يناير
- 1 يناير – أنطونيو مينديز كوريا (مواليد 1887) عالم بعلوم الإنسان برتغالي.

### فبراير
- 20 فبراير – أنطونيو كوريا دي أوليفيرا (مواليد 1878)